# 红脚苦恶鸟
红脚苦恶鸟（学名：Zapornia akool），又称红脚田鸡，是鹤形目秧鸡科的一种鸟类。
原为Amaurornis akool (Sykes, 1832)，现接受名为Zapornia akool (Sykes, 1832)。
2022年，为了与其新的分类地位相符，“中国鸟类名录”10.0版将红脚苦恶鸟的中文名修订为红脚田鸡。

## 特征
红脚苦恶鸟体重约131.43克，翼长约119.2毫米，嘴峰长约31.8毫米，喙宽度约4毫米，喙厚度约8毫米，跗蹠长约47.6毫米，尾长约54毫米。红脚苦恶鸟是部分迁徙的鸟类，其栖息在密集的湖泊、沼泽等湿地环境中，食性为肉食性。

## 亚种
- ：分布于印度至孟加拉国和缅甸西部。
- ：分布于中国东南部至越南东北部。[6]